# Calliscelio peterseni
Calliscelio peterseni är en stekelart som beskrevs av Peter Neerup Buhl 1998. Calliscelio peterseni ingår i släktet Calliscelio och familjen Scelionidae. Inga underarter finns listade.